# Micromyzus osmundae
Micromyzus osmundae är en insektsart. Micromyzus osmundae ingår i släktet Micromyzus och familjen långrörsbladlöss. Inga underarter finns listade i Catalogue of Life.